# 국가지원지방도 제88호선
국가지원지방도 제88호선은 경기도 하남시 배알미동 팔당댐삼거리와 경상북도 영양군 일월면 문암삼거리를 잇는 국가지원지방도이다. 종점인 영양군 일월면 문암삼거리에서 국도 제88호선과 직결된다.

## 역사
1994년 '하남 ~ 평해선'이라는 이름으로 국도 제88호선을 신설하기로 계획되었던 도로가 시초이며, 당시 연장은 202km로 정해져 있었다. 그러나 국가 재정 부족으로 국도로 승격되지 못했으며 구상된 노선은 폐기되지 않고 국가지원지방도로 지정되었다. 그러다 2001년 8월 25일 영양 ~ 울진 구간이 국도 제88호선으로 승격되면서 노선이 단축되었다.
- 1996년 7월 19일 : 경기도 하남시 ~ 경상북도 울진군 평해읍 구간을 국가지원지방도 제88호 하남 ~ 울진선으로 지정[1]
- 2001년 8월 25일: 국도 제88호선 신설로 인해 종점이 울진군 평해읍에서 영양군 일월면으로 단축되어 국가지원지방도 제88호선 하남 ~ 영양선으로 노선 변경[2]
- 2001년 10월 30일 : 춘양도로(봉화군 춘양면 소로리 ~ 의양리) 1.136km 구간 개통[3]
- 2002년 2월 9일 : 대야2교 개축공사에 의해 강원도 영월군 하동면 대하리 700m 구간 도로구역 변경[4]
- 2002년 3월 23일 : 영월 ~ 정양간 도로 확포장공사에 의해 강원도 영월군 영월읍 방절리 ~ 팔괴리 6.24km 구간 도로구역 변경[5]
- 2002년 12월 23일 : 강원도 영월군 북면 덕상리 ~ 남면 북쌍리 5.62km 구간 개통, 기존 구간 6.01km 폐지.[6]
- 2004년 3월 26일 : 옥동교 개축공사에 의해 강원도 영월군 하동면 옥동리 900m 구간 도로구역 변경[7]
- 2005년 9월 9일 : 강원도 영월군 영월읍 방절리 (서영월 교차로 ~ 청령포 교차로) 구간 개통[8]
- 2013년 1월 24일 : 강원도 영월군 김삿갓면 예밀리 ~ 와석리 구간(와석재터널 포함) 2.32km 개통, 기존 구간 2.6km 폐지.[9]
- 2014년 11월 24일 : 강원도 영월군 영월읍 팔괴리 ~ 정양 교차로 구간 1.3km 개통, 강원도 영월군 영월읍 덕포 교차로 ~ 정양 교차로 구간 5.6km 폐지.[10]
- 2023년 2월 24일 : 여주시 북내면 서원리 ~ 양평군 양동면 단석리 580m 구간 개량 개통[11]

## 주요 경유지
경기도
- 하남시 (배알미동 - 창우동 - 배알미동) - 광주시 (남종면 - 퇴촌면) - 양평군 (강하면 - 강상면) - 여주시 (산북면 - 금사면 - 대신면 - 북내면) - 양평군 양동면

강원특별자치도
- 원주시 (지정면 - 흥업면 - 호저면 - 단계동 - 학성동 - 일산동 - 원동 - 인동 - 개운동 - 단구동 - 관설동 - 판부면 - 신림면) - 영월군 (주천면 - 한반도면 - 북면 - 한반도면 - 남면 - 북면 - 남면 - 영월읍 - 김삿갓면)

경상북도
- 봉화군 (춘양면 - 법전면 - 소천면 - 재산면) - 영양군 일월면

## 노선
- (■): 자동차 전용도로 구간

### 경기도
| 이름                                                                        | 접속 노선                                  | 소재지                                                   | 소재지                                                   | 비고                                                   |
| --------------------------------------------------------------------------- | ------------------------------------------ | -------------------------------------------------------- | -------------------------------------------------------- | ------------------------------------------------------ |
| 팔당댐삼거리                                                                | 국도 제45호선 (미사대로)                   | 하남시                                                   | 천현동                                                   | 시점 국도 제45호선과 중복                              |
| 과학동입구 교차로                                                           | 태허정로313번길                            | 광주시                                                   | 남종면                                                   | 국도 제45호선과 중복                                   |
| 도마삼거리                                                                  | 국도 제45호선 지방도 제342호선 (태허정로)  | 광주시                                                   | 퇴촌면                                                   | 국도 제45호선과 중복 지방도 제342호선과 중복           |
| 광동교                                                                      |                                            | 광주시                                                   | 퇴촌면                                                   | 지방도 제342호선과 중복                                |
| 광동삼거리                                                                  | 광동로                                     | 광주시                                                   | 퇴촌면                                                   | 지방도 제342호선과 중복                                |
| 남종입구 교차로                                                             | 지방도 제325호선 지방도 제342호선 (산수로) | 광주시                                                   | 퇴촌면                                                   | 지방도 제342호선과 중복                                |
| 도수1교                                                                     |                                            | 광주시                                                   | 퇴촌면                                                   |                                                        |
| 도수초교사거리                                                              | 광동로 도수길                              | 광주시                                                   | 퇴촌면                                                   |                                                        |
| 도수삼거리                                                                  | 도수길                                     | 광주시                                                   | 퇴촌면                                                   |                                                        |
| 도수2교                                                                     |                                            | 광주시                                                   | 퇴촌면                                                   |                                                        |
| 관음사거리                                                                  | 지방도 제338호선 (정영로) 천진암로         | 광주시                                                   | 퇴촌면                                                   |                                                        |
| 염치고개                                                                    |                                            | 광주시                                                   | 퇴촌면                                                   |                                                        |
| 스파그린랜드앞 교차로                                                       |                                            | 광주시                                                   | 퇴촌면                                                   |                                                        |
| 영동교                                                                      | 지방도 제342호선                           | 양평군                                                   | 강하면                                                   | 지방도 제342호선과 중복                                |
| 운심교                                                                      | 지방도 제342호선 (산수로)                  | 양평군                                                   | 강하면                                                   | 지방도 제342호선과 중복                                |
| 강하교                                                                      |                                            | 양평군                                                   | 강하면                                                   |                                                        |
| (바탕골)                                                                    | 지방도 제333호선 (강하1로)                 | 양평군                                                   | 강하면                                                   |                                                        |
| 바탕골예술관 한강생태학습장                                                 |                                            | 양평군                                                   | 강하면                                                   |                                                        |
| (이름 없음)                                                                 | 운심길                                     | 양평군                                                   | 강하면                                                   |                                                        |
| 전수교                                                                      |                                            | 양평군                                                   | 강하면                                                   |                                                        |
| (이름 없음)                                                                 | 운심길                                     | 양평군                                                   | 강하면                                                   |                                                        |
| 전수1교                                                                     |                                            | 양평군                                                   | 강하면                                                   |                                                        |
| 병산교                                                                      | 강상로                                     | 양평군                                                   | 강상면                                                   |                                                        |
| 병산사거리 (남양평 나들목)                                                  | 45호선 중부내륙고속도로 양근대교길         | 양평군                                                   | 강상면                                                   |                                                        |
| 교평교                                                                      |                                            | 양평군                                                   | 강상면                                                   |                                                        |
| 강상파출소                                                                  | 국가지원지방도 제98호선 (양평대교길)       | 양평군                                                   | 강상면                                                   | 국가지원지방도 제98호선과 중복                         |
| 강상면사무소입구 교차로                                                     | 신화길                                     | 양평군                                                   | 강상면                                                   | 국가지원지방도 제98호선과 중복                         |
| 한가틀고개 매봉재고개                                                       |                                            | 양평군                                                   | 강상면                                                   | 국가지원지방도 제98호선과 중복                         |
| (화양2리)                                                                   | 지방도 제342호선 (강상로)                  | 양평군                                                   | 강상면                                                   | 국가지원지방도 제98호선과 중복                         |
| 사실고개 세월교                                                             |                                            | 양평군                                                   | 강상면                                                   | 국가지원지방도 제98호선과 중복                         |
| (이름 없음)                                                                 | 국가지원지방도 제98호선 (강남로)           | 양평군                                                   | 강상면                                                   | 국가지원지방도 제98호선과 중복                         |
| 세심2교                                                                     |                                            | 양평군                                                   | 강상면                                                   |                                                        |
| 전북교                                                                      |                                            | 양평군                                                   | 강상면                                                   |                                                        |
|                                                                             | 여주시                                     | 금사면                                                   |                                                          |                                                        |
| 금사교                                                                      | 여주시                                     | 금사면                                                   |                                                          |                                                        |
| 금사교삼거리                                                                | 여주시                                     | 금사면                                                   | 지방도 제333호선 (금품1로)                               | 지방도 제333호선과 중복                                |
| 이포보 좌안                                                                 | 여주시                                     | 금사면                                                   |                                                          | 지방도 제333호선과 중복                                |
| 이포대교사거리                                                              | 여주시                                     | 금사면                                                   | 국가지원지방도 제70호선 지방도 제333호선 (이여로) 이포로 | 지방도 제333호선과 중복 국가지원지방도 제70호선과 중복 |
| 이포대교                                                                    | 여주시                                     | 금사면                                                   |                                                          | 국가지원지방도 제70호선과 중복                         |
| 이포대교                                                                    | 여주시                                     | 대신면                                                   |                                                          | 국가지원지방도 제70호선과 중복                         |
| 천서사거리                                                                  | 여주시                                     | 국도 제37호선 (여양로) 국가지원지방도 제70호선 (여양1로) | 국가지원지방도 제70호선과 중복 국도 제37호선과 중복      |                                                        |
| 천서교                                                                      | 여주시                                     |                                                          | 국도 제37호선과 중복                                     |                                                        |
| 대신 나들목                                                                 | 여주시                                     | 52호선 광주원주고속도로                                  | 국도 제37호선과 중복                                     |                                                        |
| 대신체육공원                                                                | 여주시                                     |                                                          | 국도 제37호선과 중복                                     |                                                        |
| 보통 교차로                                                                 | 여주시                                     | 국도 제37호선 (여주북로)                                 | 국도 제37호선과 중복                                     |                                                        |
| 대신터미널 대신면 행정복지센터 대신초등학교 창명여자중학교 경기관광고등학교 | 여주시                                     |                                                          |                                                          |                                                        |
| 율촌교                                                                      | 여주시                                     | 대신2로                                                  |                                                          |                                                        |
| 초현삼거리                                                                  | 여주시                                     | 지방도 제341호선 (대신1로)                               |                                                          |                                                        |
| (장풍교 북단)                                                               | 여주시                                     | 여양로                                                   |                                                          |                                                        |
| 장풍교 장풍2교                                                              | 여주시                                     |                                                          |                                                          |                                                        |
| (상구1리)                                                                   | 여주시                                     | 대신로                                                   |                                                          |                                                        |
| 블루헤런CC                                                                  | 여주시                                     |                                                          |                                                          |                                                        |
| 고달사지 행치고개                                                           | 여주시                                     |                                                          | 북내면                                                   |                                                        |
| 동여주 나들목                                                               | 여주시                                     | 52호선 광주원주고속도로                                  | 북내면                                                   |                                                        |
| 주암보건진료소                                                              | 여주시                                     | 지방도 제345호선 (여양2로)                               | 북내면                                                   |                                                        |
| 주암교 서원교                                                               | 여주시                                     |                                                          | 북내면                                                   |                                                        |
| 서화고개                                                                    | 여주시                                     |                                                          | 북내면                                                   |                                                        |
|                                                                             | 양평군                                     | 양동면                                                   |                                                          |                                                        |
| 단석교 송석교                                                               | 양평군                                     | 양동면                                                   |                                                          |                                                        |
| 단석 교차로 (동양평 나들목)                                                 | 양평군                                     | 양동면                                                   | 지방도 제349호선 (양동로)                                |                                                        |
| 단석교 양동레포츠공원 삼산교                                                | 양평군                                     | 양동면                                                   |                                                          |                                                        |
| 대송치                                                                      | 양평군                                     | 양동면                                                   |                                                          |                                                        |

### 강원특별자치도
| 이름                                                                                           | 접속 노선                                               | 소재지 | 소재지                                                 | 비고                           |
| ---------------------------------------------------------------------------------------------- | ------------------------------------------------------- | ------ | ------------------------------------------------------ | ------------------------------ |
| 대송치                                                                                         |                                                         | 원주시 | 지정면                                                 |                                |
| (슬안동)                                                                                       | 지정로                                                  | 원주시 | 지정면                                                 |                                |
| 능촌 교차로                                                                                    | 동화공단로                                              | 원주시 | 지정면                                                 |                                |
| 안창초등학교 (폐교)                                                                            |                                                         | 원주시 | 지정면                                                 |                                |
| 지정대교                                                                                       | 두몽폭포길                                              | 원주시 | 지정면                                                 |                                |
| 간현관광지                                                                                     |                                                         | 원주시 | 지정면                                                 |                                |
| 노루고개                                                                                       | 간현로                                                  | 원주시 | 지정면                                                 |                                |
| 서원주역                                                                                       |                                                         | 원주시 | 지정면                                                 |                                |
| 지정초등학교                                                                                   | 지정로                                                  | 원주시 | 지정면                                                 |                                |
| 간현교                                                                                         |                                                         | 원주시 | 지정면                                                 |                                |
| (가곡교 남단)                                                                                  | 조엄로                                                  | 원주시 | 지정면                                                 |                                |
| 질마재                                                                                         |                                                         | 원주시 | 지정면                                                 |                                |
| 광터사거리                                                                                     | 보통로                                                  | 원주시 | 지정면                                                 |                                |
| 광터교                                                                                         |                                                         | 원주시 | 지정면                                                 |                                |
|                                                                                                | 흥업면                                                  | 원주시 |                                                        |                                |
| 광터 교차로                                                                                    | 국도 제42호선 (원문로) (원주우회도로)                   | 원주시 |                                                        |                                |
| 사제교                                                                                         |                                                         | 원주시 |                                                        |                                |
|                                                                                                | 호저면                                                  | 원주시 |                                                        |                                |
| 사제사거리                                                                                     | 보통로 사제로                                           | 원주시 |                                                        |                                |
| 만종교                                                                                         |                                                         | 원주시 |                                                        |                                |
| 만종역삼거리                                                                                   | 운동들1길                                               | 원주시 |                                                        |                                |
| 만종초등학교                                                                                   |                                                         | 원주시 |                                                        |                                |
| 만종삼거리                                                                                     | 지방도 제409호선 (신무로)                               | 원주시 |                                                        |                                |
| 신평교 대명교                                                                                  |                                                         | 원주시 |                                                        |                                |
| 청골사거리                                                                                     | 서원대로 봉화서부로                                     | 원주시 | 단계동                                                 |                                |
| 점말사거리                                                                                     | 봉화로                                                  | 원주시 | 단계동                                                 |                                |
| 단계사거리                                                                                     | 북원로                                                  | 원주시 | 학성동                                                 |                                |
| 법웅사                                                                                         |                                                         | 원주시 | 학성동                                                 |                                |
| 역전삼거리                                                                                     | 남산로                                                  | 원주시 | 학성동                                                 |                                |
| 원주역사거리                                                                                   | 원일로 평원로                                           | 원주시 | 학성동                                                 |                                |
| 원주시보건소                                                                                   |                                                         | 원주시 | 서:일산동 동:중앙동                                    |                                |
| 지하상가사거리                                                                                 | 천사로                                                  | 원주시 | 서:일산동 동:중앙동                                    |                                |
| 중앙시장                                                                                       | 무실로 중평길                                           | 원주시 | 서:일산동 동:중앙동                                    |                                |
| 강원감영지                                                                                     |                                                         | 원주시 | 서:일산동 동:중앙동                                    |                                |
| 인동사거리                                                                                     | 일산로 원일로                                           | 원주시 | 원인동                                                 |                                |
| 원주교오거리                                                                                   | 강변로 일산로 치악로 평원로                             | 원주시 | 원인동                                                 |                                |
| (이름 없음)                                                                                    | 강변로                                                  | 원주시 | 원인동                                                 |                                |
| (삼성생명)                                                                                     | 원일로                                                  | 원주시 | 개운동                                                 |                                |
| 남부시장사거리                                                                                 | 남원로 개봉교길                                         | 원주시 | 개운동                                                 |                                |
| 롯데슈퍼 원주점                                                                                |                                                         | 원주시 | 개운동                                                 |                                |
| 치악삼거리                                                                                     | 행구로                                                  | 원주시 | 개운동                                                 |                                |
| 원주고등학교                                                                                   |                                                         | 원주시 | 개운동                                                 |                                |
| 도말사거리                                                                                     | 개운로                                                  | 원주시 | 개운동                                                 |                                |
| 원주중학교                                                                                     |                                                         | 원주시 | 단구동                                                 |                                |
| 통일사거리                                                                                     | 늘품로                                                  | 원주시 | 단구동                                                 |                                |
| 단구동 행정복지센터                                                                            |                                                         | 원주시 | 단구동                                                 |                                |
| 단구사거리                                                                                     | 서원대로 단관공원길                                     | 원주시 | 단구동                                                 |                                |
| 단구초교사거리                                                                                 | 단구초교길                                              | 원주시 | 서:반곡관설동 동:단구동                                |                                |
| 판부면 행정복지센터 홈플러스 원주점                                                            |                                                         | 원주시 | 서:반곡관설동 동:단구동                                |                                |
| 관설사거리                                                                                     | 동부순환로 시청로                                       | 원주시 | 서:반곡관설동 동:단구동                                |                                |
| KT 강원지방본부                                                                                |                                                         | 원주시 | 서:반곡관설동 동:단구동                                |                                |
| 관설 교차로                                                                                    | 국도 제5호선 국도 제19호선 국도 제42호선 (원주우회도로) | 원주시 | 반곡관설동                                             | 국도 제5호선과 중복            |
| 영서고삼거리                                                                                   | 강변로 섭재삼보길                                       | 원주시 | 반곡관설동                                             | 국도 제5호선과 중복            |
| 관설초등학교                                                                                   |                                                         | 원주시 | 반곡관설동                                             | 국도 제5호선과 중복            |
| 관설교                                                                                         | 당둔지길 판부신촌길                                     | 원주시 | 반곡관설동                                             | 국도 제5호선과 중복            |
| (금대초등학교입구)                                                                             | 금대길                                                  | 원주시 | 판부면                                                 | 국도 제5호선과 중복            |
| 금대삼거리                                                                                     | 영원산성길                                              | 원주시 | 판부면                                                 | 국도 제5호선과 중복            |
| 중간교 치악교 치악역                                                                           |                                                         | 원주시 | 판부면                                                 | 국도 제5호선과 중복            |
| 치악재 (가리파고개)                                                                            |                                                         | 원주시 | 판부면                                                 | 국도 제5호선과 중복 해발 450m  |
| 치악재 (가리파고개)                                                                            | 신림면                                                  | 원주시 |                                                        | 국도 제5호선과 중복 해발 450m  |
| 창교역 신림초등학교                                                                            |                                                         | 원주시 | 국도 제5호선과 중복                                    |                                |
| 신림119안전센터                                                                                | 제원로                                                  | 원주시 | 국도 제5호선과 중복                                    |                                |
| 신림면 행정복지센터 신림교                                                                     |                                                         | 원주시 | 국도 제5호선과 중복                                    |                                |
| 신림삼거리                                                                                     | 국도 제5호선 (제원로)                                   | 원주시 | 국도 제5호선과 중복                                    |                                |
| 신림 나들목                                                                                    | 55호선 중앙고속도로                                     | 원주시 |                                                        |                                |
| 마지교                                                                                         |                                                         | 원주시 |                                                        |                                |
| 언당교                                                                                         | 성남로                                                  | 원주시 |                                                        |                                |
| 신림터널                                                                                       |                                                         | 원주시 | 연장 620m                                              |                                |
| 황둔교 소야교                                                                                  |                                                         | 원주시 |                                                        |                                |
| 황둔초등학교                                                                                   | 오미로                                                  | 원주시 |                                                        |                                |
| (황둔리)                                                                                       | 지방도 제411호선 (송계로)                               | 원주시 |                                                        |                                |
| 송계교                                                                                         | 솔치로                                                  | 원주시 |                                                        |                                |
| 솔치터널                                                                                       |                                                         | 원주시 | 연장 1,554m                                            |                                |
| 솔치터널                                                                                       |                                                         | 영월군 | 연장 1,554m                                            | 주천면                         |
| (신일리)                                                                                       | 솔치로                                                  | 영월군 |                                                        | 주천면                         |
| 신일사거리                                                                                     | 국가지원지방도 제82호선 (송학주천로) 주천로             | 영월군 | 국가지원지방도 제82호선과 중복                         | 주천면                         |
| 신일교 주천2교                                                                                 |                                                         | 영월군 | 국가지원지방도 제82호선과 중복                         | 주천면                         |
| 주천사거리                                                                                     | 국가지원지방도 제82호선 (송학주천로) 주천로84번길       | 영월군 | 국가지원지방도 제82호선과 중복                         | 주천면                         |
| (바둑골교)                                                                                     | 금용강변로                                              | 영월군 |                                                        | 주천면                         |
| 한반도119지역대                                                                                | 광탄로                                                  | 영월군 | 한반도면                                               |                                |
| 한반도면정류소                                                                                 |                                                         | 영월군 | 한반도면                                               |                                |
| (청송회관)                                                                                     | 서면장터로                                              | 영월군 | 한반도면                                               |                                |
| (옹정리)                                                                                       | 한반도로                                                | 영월군 | 한반도면                                               |                                |
| 방울재 광전교                                                                                  |                                                         | 영월군 | 한반도면                                               |                                |
| (광전리)                                                                                       | 원동로                                                  | 영월군 | 한반도면                                               |                                |
| 덕상1교                                                                                        |                                                         | 영월군 | 한반도면                                               |                                |
| 덕상터널                                                                                       |                                                         | 영월군 | 한반도면                                               | 연장 165m                      |
| 덕상터널                                                                                       | 북면                                                    | 영월군 |                                                        | 연장 165m                      |
| 덕상2교                                                                                        |                                                         | 영월군 |                                                        |                                |
|                                                                                                | 한반도면                                                | 영월군 |                                                        |                                |
| 배일치터널                                                                                     |                                                         | 영월군 | 연장 830m                                              |                                |
| 배일치터널                                                                                     | 남면                                                    | 영월군 | 연장 830m                                              |                                |
| 북쌍삼거리                                                                                     | 영월로                                                  | 영월군 |                                                        |                                |
| 연당교                                                                                         |                                                         | 영월군 |                                                        |                                |
| 연당삼거리                                                                                     | 연당로                                                  | 영월군 |                                                        |                                |
| 연당 교차로                                                                                    | 국도 제38호선 (강원남로) 국도 제59호선 (영월로)         | 영월군 | 국도 제38, 59호선과 중복                               |                                |
| 연당5교 연당육교 연당6교                                                                       |                                                         | 영월군 | 국도 제38, 59호선과 중복                               |                                |
| 각한터널                                                                                       |                                                         | 영월군 | 국도 제38, 59호선과 중복 상행 연장 915m 하행 연장 950m |                                |
| 선들교                                                                                         |                                                         | 영월군 | 국도 제38, 59호선과 중복                               |                                |
| 선들교                                                                                         | 영월읍                                                  | 영월군 | 국도 제38, 59호선과 중복                               |                                |
| 방절터널                                                                                       |                                                         | 영월군 | 국도 제38, 59호선과 중복 상행 연장 205m 하행 연장 200m |                                |
| 청령포육교                                                                                     |                                                         | 영월군 | 국도 제38, 59호선과 중복                               |                                |
| 영월 교차로                                                                                    | 국도 제38호선 국도 제59호선 (강원남로)                  | 영월군 | 국도 제38, 59호선과 중복                               |                                |
| 청령포 교차로                                                                                  | 청령포로                                                | 영월군 |                                                        |                                |
| 청령포육교                                                                                     |                                                         | 영월군 |                                                        |                                |
| 청령포터널                                                                                     |                                                         | 영월군 | 연장 473m                                              |                                |
| 서강대교                                                                                       |                                                         | 영월군 |                                                        |                                |
| 남영월 교차로                                                                                  | 팔괴로                                                  | 영월군 |                                                        |                                |
| 팔괴터널                                                                                       |                                                         | 영월군 | 연장 1,390m                                            |                                |
| 팔괴 교차로                                                                                    | 태화산로                                                | 영월군 |                                                        |                                |
| 정양교                                                                                         |                                                         | 영월군 |                                                        |                                |
| 정양 교차로                                                                                    | 중앙로                                                  | 영월군 | 하행 진출만 가능                                       |                                |
| 진별교                                                                                         |                                                         | 영월군 | 김삿갓면                                               |                                |
| 베리골 교차로                                                                                  | 베리골길                                                | 영월군 | 김삿갓면                                               |                                |
| 진별 교차로                                                                                    |                                                         | 영월군 | 김삿갓면                                               | 고씨동굴 진입로                |
| 고씨 교차로                                                                                    |                                                         | 영월군 | 김삿갓면                                               | 고씨동굴 진입로                |
| 각동 교차로                                                                                    | 지방도 제595호선 (강변로)                               | 영월군 | 김삿갓면                                               |                                |
| (대야리)                                                                                       | 가재골길                                                | 영월군 | 김삿갓면                                               |                                |
| 대야1교 대야2교 옥동교 옥동중학교 옥동초등학교 예밀교                                          |                                                         | 영월군 | 김삿갓면                                               |                                |
| 밀골 교차로                                                                                    | 영월동로                                                | 영월군 | 김삿갓면                                               |                                |
| 예일천1교                                                                                      |                                                         | 영월군 | 김삿갓면                                               |                                |
| 예밀 교차로                                                                                    | 예밀촌길                                                | 영월군 | 김삿갓면                                               |                                |
| 와석재터널                                                                                     |                                                         | 영월군 | 김삿갓면                                               | 연장 781m                      |
| 옥동천교                                                                                       | 영월동로                                                | 영월군 | 김삿갓면                                               |                                |
| 옥동초등학교 주석분교 (폐교)                                                                   | 국가지원지방도 제28호선 (김삿갓로)                      | 영월군 | 김삿갓면                                               | 국가지원지방도 제28호선과 중복 |
| 곡동교 미사교 외룡교 외룡초등학교 (폐교)                                                       |                                                         | 영월군 | 김삿갓면                                               | 국가지원지방도 제28호선과 중복 |
| 칠용교                                                                                         | 국가지원지방도 제28호선 (영월동로)                      | 영월군 | 김삿갓면                                               | 국가지원지방도 제28호선과 중복 |
| 녹전초등학교 내리분교 (폐교) 소야치 대야치 원골재 조제1교 옥동초등학교 조제분교 (폐교) 조제2교 |                                                         | 영월군 | 김삿갓면                                               |                                |

### 경상북도
| 이름                                                        | 접속 노선                                          | 소재지 | 소재지                                        | 비고                           |
| ----------------------------------------------------------- | -------------------------------------------------- | ------ | --------------------------------------------- | ------------------------------ |
| 조제2교                                                     |                                                    | 봉화군 | 춘양면                                        |                                |
| 우구치4교 우구치3교 우구치2교                               |                                                    | 봉화군 | 춘양면                                        |                                |
| 우구치1교                                                   | 상금정길                                           | 봉화군 | 춘양면                                        |                                |
| 도래기재                                                    |                                                    | 봉화군 | 춘양면                                        |                                |
| 서벽교                                                      | 서벽길                                             | 봉화군 | 춘양면                                        |                                |
| 춘양중학교 서벽분교장                                       |                                                    | 봉화군 | 춘양면                                        |                                |
| 서벽삼거리                                                  | 지방도 제915호선 (문수로)                          | 봉화군 | 춘양면                                        |                                |
| 서벽초등학교                                                | 골마길                                             | 봉화군 | 춘양면                                        |                                |
| 애당교                                                      |                                                    | 봉화군 | 춘양면                                        |                                |
| (서동리)                                                    | 미곡동길                                           | 봉화군 | 춘양면                                        |                                |
| (춘양교 북단)                                               | 의양로 운곡길                                      | 봉화군 | 춘양면                                        |                                |
| 춘양교                                                      |                                                    | 봉화군 | 춘양면                                        |                                |
| (춘양면사무소입구)                                          | 의양로5길                                          | 봉화군 | 춘양면                                        |                                |
| (소로리)                                                    | 의양로                                             | 봉화군 | 춘양면                                        |                                |
| 춘양삼거리                                                  | 소천로                                             | 봉화군 | 춘양면                                        |                                |
| 장동교                                                      |                                                    | 봉화군 | 춘양면                                        |                                |
| (교량 이름 미상)                                            |                                                    | 봉화군 | 춘양면                                        |                                |
|                                                             | 법전면                                             | 봉화군 |                                               |                                |
| 옥천 교차로                                                 | 국도 제35호선 (청량로)                             | 봉화군 | 국도 제35호선과 중복                          |                                |
| 어르말 교차로                                               | 국도 제36호선 (법전 ~ 소천간 도로)                 | 봉화군 | 국도 제35, 36호선과 중복                      |                                |
| 녹동역                                                      |                                                    | 봉화군 | 국도 제35, 36호선과 중복                      |                                |
| 녹동 교차로                                                 | 녹동1길                                            | 봉화군 | 국도 제35, 36호선과 중복                      |                                |
| 법전1교                                                     | 국도 제31호선 국도 제35호선 국도 제36호선 (소천로) | 봉화군 | 국도 제35, 36호선과 중복 국도 제31호선과 중복 |                                |
| 임기육교 임기교                                             |                                                    | 봉화군 | 소천면                                        | 국도 제31호선과 중복           |
| 공이재삼거리                                                | 지방도 제933호선 (재산로)                          | 봉화군 | 소천면                                        | 국도 제31호선과 중복           |
| 봉화터널                                                    |                                                    | 봉화군 | 재산면                                        | 국도 제31호선과 중복 연장 782m |
| (회룡천)                                                    |                                                    | 봉화군 | 재산면                                        | 국도 제31호선과 중복           |
| (회룡천)                                                    |                                                    | 영양군 | 수비면                                        | 국도 제31호선과 중복           |
| 영양터널                                                    |                                                    | 영양군 | 수비면                                        | 국도 제31호선과 중복 연장 600m |
| 영양터널                                                    | 일월면                                             | 영양군 |                                               | 국도 제31호선과 중복 연장 600m |
| 일월산자생화공원 용화교 일월초등학교 문암분교 (폐교) 문상교 |                                                    | 영양군 | 국도 제31호선과 중복                          |                                |
| 문암삼거리                                                  | 국도 제31호선 (영양로) 국도 제88호선 (한티로)      | 영양군 | 종점 국도 제31호선과 중복                     |                                |
| 국도 제88호선과 직결                                        |                                                    |        |                                               |                                |

## 도로명
경기도
- 하남시 천현동 팔당댐삼거리 ~ 광주시 퇴촌면 도마삼거리 : 태허정로
- 광주시 퇴촌면 도마삼거리 ~ 관음사거리 : 천진암로
- 광주시 퇴촌면 관음사거리 ~ 양평군 강하면 운심교 : 정영로
- 양평군 강하면 운심교 ~ 강상면 세월리 : 강남로
- 양평군 강상면 세월리 ~ 전북교 : 도로명 미정
- 여주시 금사면 전북교 ~ 이포대교사거리 : 금사로
- 여주시 금사면 이포대교사거리 ~ 대신면 천서사거리 : 이여로
- 여주시 대신면 천서사거리 ~ (장풍교 북단) : 여양로
- 여주시 대신면 (장풍교 북단) ~ (상구1리) : 대신로
- 여주시 대신면 (상구1리) ~ 북내면 주암보건진료소 : 고달사로
- 여주시 북내면 주암보건진료소 ~ 양평군 양동면 단석 교차로 : 여양3로
- 양평군 양동면 단석 교차로 ~ 대송치 : 원양2로

강원특별자치도
- 원주시 지정면 대송치 ~ (슬안동) : 원양2로
- 원주시 지정면 (슬안동) ~ 지정초등학교 : 지정로
- 원주시 지정면 지정초등학교 ~ (가곡교 남단) : 조엄로
- 원주시 지정면 (가곡교 남단) ~ 광터사거리 : 질마재로
- 원주시 지정면 광터사거리 ~ 흥업면 광터 교차로 : 광터길
- 원주시 흥업면 광터 교차로 ~ 학성동 원주역사거리 : 원문로
- 원주시 학성동 원주역사거리 ~ 원인동 인동사거리 : 원일로
- 원주시 원인동 인동사거리 ~ 원주교오거리 : 일산로
- 원주시 원인동 원주교오거리 ~ 신림면 신림삼거리 : 치악로
- 원주시 신림면 신림삼거리 ~ 솔치터널 : 신림황둔로
- 원주시 신림면 솔치터널 ~ 영월군 주천면 신일리 : 황둔로
- 영월군 주천면 신일리 ~ 신일사거리 : 솔치로
- 영월군 주천면 신일사거리 ~ 주천사거리 : 송학주천로
- 영월군 주천면 주천사거리 ~ 남면 북쌍삼거리 : 서강로
- 영월군 남면 북쌍삼거리 ~ 연당 교차로 : 영월로
- 영월군 남면 연당 교차로 ~ 영월읍 서영월 교차로 : 강원남로
- 영월군 영월읍 서영월 교차로 ~ 김삿갓면 밀골 교차로 : 영월동로
- 영월군 김삿갓면 밀골 교차로 ~ 옥동천교 : 도로명 미정
- 영월군 김삿갓면 옥동천교 ~ 칠용교 서단 : 영월동로
- 영월군 김삿갓면 칠용교 서단 ~ 조제2교 : 내리계곡로

경상북도
- 봉화군 춘양면 조제2교 ~ 춘양삼거리 : 춘양로
- 봉화군 춘양면 춘양삼거리 ~ 법전면 법전1교 : 소천로
- 봉화군 법전면 법전1교 ~ 회룡천 : 갈산로
- 영양군 수비면 회룡천 ~ 일월면 문암삼거리 : 영양로